# Bertram (Metz)
Bertram, ursprünglich Berthold, († 6. April 1212) war von 1178 bis 1179 Erzbischof von Bremen und Hamburg und von 1180 bis 1212 Bischof von Metz.
Ursprünglich nannte er sich Berthold. Er war Kölner Kanoniker und wurde 1178 zum Erzbischof von Bremen gewählt, obwohl er noch nicht die höheren Weihen erhalten hatte. Er bekam zwar vom Kaiser Barbarossa die Regalien verliehen, allerdings verweigerte ihm Papst Alexander III. die Bestätigung.
Mit Hilfe des Kaisers wurde er daraufhin Bischof von Metz. Seitdem nannte er sich Bertram. Bei der Auflehnung des Kölner Erzbischofs Philipp I. von Heinsberg gegen den Kaiser stellte er sich auf die Seite des Kölner Erzbischofs und wurde dafür vom Kaiser 1187 aus seinem Bistum vertrieben. Nach seiner Rückkehr 1190 begann er die Albigenser zu bekämpfen.